# Jacob Hop
Jacob Hop (Velsen, 31 juli 1654 - Den Haag, 27 oktober 1725) was een Nederlands regent die een belangrijke rol speelde in de Spaanse Successieoorlog. Vanaf 1699 diende hij als thesaurier-generaal (schatkistbewaarder) van de Nederlandse republiek.
Huis Willet-Holthuysen, een grachtenpand aan de Herengracht in Amsterdam, werd in 1685-1687 gebouwd voor Jacob Hop.

## Leven en werk
Hop, een telg uit een voornaam Amsterdams regentengeslacht, was schepen en pensionaris van Amsterdam van 1680 tot 1687, toen hij diplomaat werd. De Staten-Generaal zonden hem in juli 1688 naar Wenen, om te bemiddelen tussen de Oostenrijkers en een Turkse delegatie, die over vrede kwam onderhandelen. De missie mislukte doordat de Turken te hoge eisen stelden en doordat tegelijk de Fransen het Duitse Rijk binnenvielen.
Hop diende vervolgens als gezant van de Nederlandse republiek in onder andere Denemarken, Pruisen, Brunswijk en Oostenrijk. Tijdens de Spaanse Successieoorlog bracht hij een alliantie tot stand tussen keizer Leopold I en Nederland en Engeland. Als dank werd Hop in december 1699 door Leopold I verheven tot baron van het Heilige Roomse Rijk.
Van 1699 tot zijn dood in 1725 diende hij als thesaurier-generaal van de Nederlandse republiek. In 1703, als gedeputeerde te velde, was hij aanwezig bij de Slag bij Ekeren. In 1706 werd hij naar Brussel gestuurd om daar voor Leopold I een provisorische regering in de op Spanje veroverde Zuidelijke Nederlanden op te zetten. Hij maakte deel uit van de Nederlands-Engelse regering die de zuidelijke Nederlanden bestuurde totdat keizer Leopold I zijn gezag kon vestigen.
Hij trouwde op 15 augustus 1684 in Amsterdam met Isabella Maria Hendriksdochter Hooft, dochter van Henrick Hooft. Zij kregen 5 kinderen, waaronder de diplomaat Cornelis Hop (1685-1762), die als Nederlandse ambassadeur in Parijs diende, en de diplomaat en officier Hendrick Hop (1686-1761), kolonel-commandant van het regiment Nassau-Ouwerkerk en gezant in Londen.

## Externe links

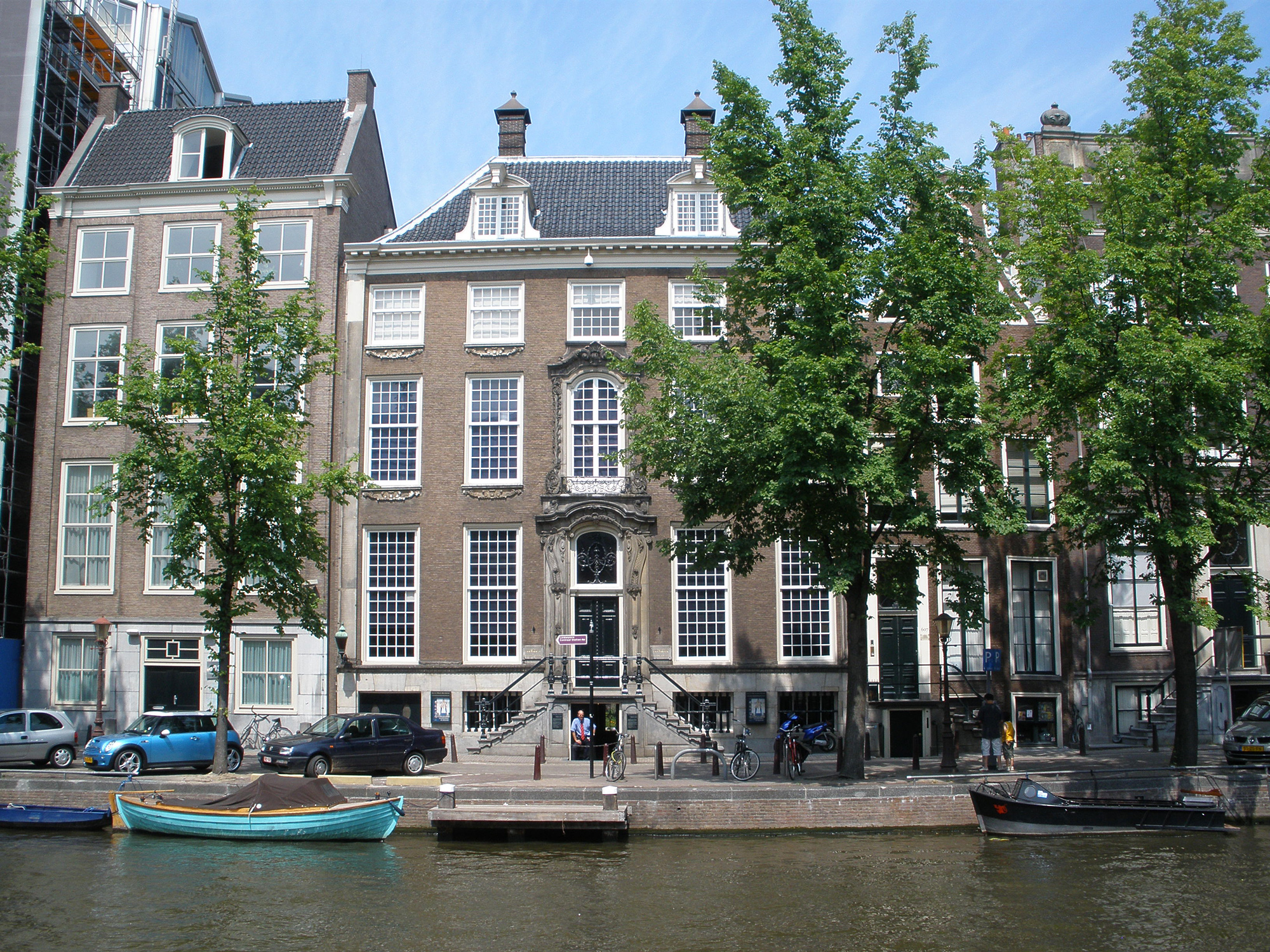
Jacob Hop liet in 1685-1687 dit grachtenpand in Amsterdam bouwen, nu Huis Willet-Holthuysen